# Ornithochilus yingjiangensis
Ornithochilus yingjiangensis är en orkidéart som beskrevs av Zhan Huo Tsi. Ornithochilus yingjiangensis ingår i släktet Ornithochilus och familjen orkidéer. Inga underarter finns listade i Catalogue of Life.